# Láadan
El Láadan es una lengua construida creada por Suzette Haden Elgin en 1982 con el propósito de estudiar la hipótesis de Sapir-Whorf, en particular, para determinar si el desarrollo de un lenguaje destinado a expresar los puntos de vista de las mujeres, crearían una cultura; una hipótesis relacionada es que los lenguajes naturales occidentales podrían estar mejor adaptados para expresar los puntos de vista de los hombres que los de las mujeres. El lenguaje fue incluido en su serie de ciencia ficción. El Láadan contiene palabras que se usan para hacer enunciados inambiguos que incluyen cómo se siente uno acerca de lo que se dice. De acuerdo a Elgin, esto está diseñado para contrarrestar las limitaciones masculinas del lenguaje sobre las mujeres.

## Fonología

### Tonos
El Láadan es una lengua tonal. Utiliza dos tonos distintos:
lo  – /lō/ o /lò/ , un tono corto, medio o bajo, representado por una sola vocal sin marcar.
ló  – /ló/ , un tono corto y alto, representado por una sola vocal marcada.
La palabra "Láadan" tiene tres sílabas: "lá-" con la vocal corta /a/ más tono alto; "-a" con la vocal corta /a/ y sin tono; y "-dan".
El Láadan no permite fonemas dobles (es decir, largos). Cuando dos vocales cortas idénticas aparecen juntas en un mismo morfema, una de ellas debe marcarse como aguda. Si añadir un afijo da como resultado dos vocales idénticas juntas, se inserta una /h/ epentética para evitar la secuencia prohibida. El idioma permite máa o maá , pero no *maa. Estas combinaciones pueden describirse como:
loó  – /lǒː/ , un tono largo y grave, representado por una vocal doble, la segunda de las cuales está marcada
lóo  – /lôː/ , un tono largo y agudo, representado por una vocal doble, la primera de las cuales está marcada
Algunas personas también analizan estas secuencias tonales como tonémicas, para un total de cuatro tonos. Según este análisis, se consideraría que la palabra "Láadan" tiene dos sílabas: /lâː/ y /dan/.
Elgin prefería un análisis del lenguaje como si no tuviera vocales largas y un solo tono, el tono alto (que se distingue del "tono neutro, de base"), pero reconoció que los lingüistas que usan otros formalismos estarían justificados al decir que hay dos tonos, alto y bajo (o no marcado o medio)